# براسيداس
براسيداس (مات 422 ق م) هو جندي إسبرطي خلال العقد الأول من الحرب البيلوبونيسية.
كان ابن تيليس وأرجيليونيس، ونال مجده الأول بإنقاذه لمدينة ميثوني التي حاصرها الأثينيون عام 431 ق م. وخلال السنة اللاحقة يظهر أنه كانت هناك هيئة مسماة عليه كما ذكر كسينوفون، وفي عام 429 ق م تم إرساله كأحد ثلاثة مفوضين كمستشارين للأدميرال كمينوس. وتنكر كقائد تريريمي (سفينة يحركها مجدفون بثلاثة صفوف) في الهجوم على الموقع الأثيني في معركة بيلوس، وخلال الهجوم جرح جرحا خطيرا.
في السنة التالية، وبينما كان براسيداس يجمع قوة في كورنث لحملة في تراقيا، أحبط هجوم الأثينيين على ميغارا، وزحف فورا بعد ذلك عبر ثيساليا على رأس 700 هيلوتس (فئة عبيد الأرض في لاكونيا) و1000 من المرتزقة البيلوبونيسيين للانضمام إلى الملك المقدوني بيرديكاس الثاني. وبعد أن رفض أن يكون أداة لتعزيز طموحات بيرديكاس، بدأ براسيداس يجهز لتحقيق هدفه الرئيسي، ونجح أثناء فصل الشتاء بالاستيلاء على مدن مثل أكانثوس وأمفيبوليس وتوروني وستاغيروس بالإضافة إلى عدد من البلدات الصغيرة، ويدين بجزء من هذا إلى سرعته وجرأة تحركاته من ناحية، وسحره الشخصي واعتدال مطالبه من ناحية أخرى. وقام بهجوم على إيون وأحبط بوصول ثوكيديدس المؤرخ على رأس أسطول أثيني. في ربيع العام 423 ق م تم عقد هدنة بين أثينا وإسبرطة، لكن العملية تهددت برفض براسيداس التخلي عن سكيوني التي طالب بها المحاربون الأثينيون، وتمردت بعد يومين من بدء الهدنة، وباحتلاله لميندي بعد ذلك بقليل.
انطلق أسطول أثيني تحت إمرة نيكياس ونيكوستراتوس واستعاد ميندي وحاصر سكيوني التي سقطت بعد سنتين (421 ق م). في هذه الأثناء انضم براسيداس إلى بيرديكاس في حملة ضد أرابايوس ملك لينكيستي الذي تلقى هزيمة منكرة. وعند اقتراب جيش من الإليريين الذين استدعاهم بيرديكاس، ولكنهم انضموا بشكل مفاجئ لأرابايوس، فهرب المقدونيون وأنقذت قوة براسيداس من موقع حرج فقط ببرودة أعصابه ومهارته. وسبب هذا خصاما بين براسيداس وبيرديكاس، الذي عقد فورا معاهدة مع أثينا، والتي بقيت منها بعض الأجزاء.
في أبريل 422 انتهت الهدنة مع اسبرطة، وفي نفس الصيف أرسل كليون إلى تراقيا، حيث اقتحم توروني وغاليبسوس واستعد لهجوم على أمفيبوليس. لكنه نظم استطلاعا بلا إتقان فأعطى لبراسيداس الفرصة لهجوم جريء وناجح. فدحر الجيش الأثيني مع فقده 600 رجل وقتل كليون. وعلى الجانب الاسبرطي قيل بأن سبعة رجال فقط سقطوا، لكن براسيداس كان من بينهم. ودفن في أمفيبوليس بجنازة رائعة، وفي المستقبل اعتبر مؤسس المدينة وشرف بالألعاب والتضحيات السنوية. في إسبرطة تم رفع نصب تذكاري في ذكراه قرب قبور باوسانياس وليونيداس، ونظمت خطابات سنوية واحتفل بالألعاب على شرفهم، والتي تنافس فيها الإسبرطيون فقط.
وحد براسيداس في نفسه خاصية الشجاعة الشخصية المميزة لإسبرطة مع الفضائل التي كان يفتقر لها الإسبرطي العادي. وكان سريعا في تشكيل خططه ونفذها بدون تأخير أو تردد. بقوة خطابية نادرة بين الإسبرطيين جمع الأسلوب التصالحي الذي ربح به الأصدقاء في كل مكان له ولإسبرطة.
أفضل ما روي عنه يوجد في كتابات ثوكيديدس، وما يضيفه ديودورس هو بشكل رئيسي إسهاب خطابي أو اختراع بحت.